# John-Lee Augustyn
John-Lee Augustyn (Kimberley, 10 de agosto de 1986) es un exciclista profesional sudafricano.
El 12 de mayo de 2012 puso fin a su carrera debido a los problemas de cadera que llevaba arrastrando durante los últimos años.
Sin embargo en octubre de 2013, se hizo oficial su retorno al ciclismo profesional con el equipo MTN Qhubeka, después de una larga recuperación, debido también a problemas en la cabeza del fémur que había venido trayendo consigo desde 2007.
No obstante este regreso fue corto pues, el 9 de mayo de 2014, se retiró definitivamente tras la reaparición de los dolores en la rodilla impidiéndole entrenar y la carga que precisaba para ser profesional.

## Palmarés
2006
- 1 etapa del Tour de Japón

## Resultados en Grandes Vueltas
| Carrera | Carrera         | 2005 | 2006 | 2007 | 2008 | 2009 | 2010 | 2011 | 2012 | 2013 | 2014 |
| ------- | --------------- | ---- | ---- | ---- | ---- | ---- | ---- | ---- | ---- | ---- | ---- |
|         | Giro de Italia  | —    | —    | —    | —    | 77.º | —    | —    | —    | —    | —    |
|         | Tour de Francia | —    | —    | —    | 46.º | —    | —    | —    | —    | —    | —    |
|         | Vuelta a España | —    | —    | —    | —    | —    | Ab.  | —    | —    | —    | —    |

—: no participa
Ab.: abandono

## Equipos
- Konica Minolta (2005-2006)
- Barloworld (2007-2009)
- Sky Procycling (2010-2011)
- Utensilnord Named (2012)[5]
- MTN Qhubeka (2014)[6]